# Присака (Бихор)
Присака (рум. Prisaca) насеље је у Румунији у округу Бихор у општини Уиљаку де Бејуш. Oпштина се налази на надморској висини од 202 m.

## Становништво
Према подацима из 2002. године у насељу је живело 489 становника, од којих су сви румунске националности.